# Ryuichi Nakamura
Ryuichi Nakamura (Japans: 中村 隆一, Nakamura Ryūichi) (Fukushima, 14 september 1941) is een Japans componist en muziekpedagoog.

## Levensloop
Nakamura studeerde aan het Kunitachi College of Music in Tokio. Hij was professor in de compositie aan het Kunitachi College of Music. Hij is een woonplaats ambassadeur van Fukushima Rhododendron Ambassador. 

## Composities

### Werken voor harmonieorkest
- 1976 Incantation
- 1977 Sinfonia
- 1979 Concerto, voor harmonieorkest
- 1981 Vividus, voor harmonieorkest
- 1983 Concerto, voor orgel en harmonieorkest
- 1987 Concerto, voor 4 saxofoons en harmonieorkest
- 1991 Aeolian Scherzo
- 1997 Wind Variations
- 1999 Fuchu Kokufu Daiko, voor Japans trommel en harmonieorkest
- The Suite "Young People"
  1. Crave
  2. Lively Motion
  3. Feast
- Fragment
- Adagio, voor harmonieorkest
- Prelude